# 普里亞莫烏利納亞灣
普里亞莫烏利納亞灣是南極洲的海灣，位於毛德皇后地沿岸，該海灣根據挪威探險隊拍攝的空中照片被繪入地圖，現時由南極條約體系管理。
70°10′S 5°30′E / 70.167°S 5.500°E